# Nove, Șîroke
Nove (în ucraineană Нове) este un sat în comuna Zelena Balka din raionul Șîroke, regiunea Dnipropetrovsk, Ucraina.

## Demografie
Componența lingvistică a localității Nove
     Ucraineană (92,19%)
     Rusă (5,47%)
     Belarusă (2,34%)
Conform recensământului din 2001, majoritatea populației localității Nove era vorbitoare de ucraineană (92,19%), existând în minoritate și vorbitori de rusă (5,47%) și belarusă (2,34%).